# Bollea
Bollea es un género de orquídeas epifitas con unas 11 especies. Se distribuyen por las selvas tropicales de Suramérica.
Se le considera un sinónimo de Pescatoria según Kew.

## Descripción
El género Bollea  presenta unas 11 plantas epífitas,  sin pseudobulbos. Tienen los vástagos cortos que tienen hojas erguidas, disticas, imbricadas, largas, estrechas liguladas.
La inflorescencia en el momento de florecer erguida, hojas erguidas con un arqueado o colgante.
Las flores son grandes, carnosas, con textura aterciopelada, el labio se une firmemente al pie de la columna, y tiene un callo prominente compuesto de crestas paralelas en la base, y tiene 4 alargados, Polinias en forma de pera, lo que diferencia  este género de Pescatorea aunque tengan muchas semejanzas.

## Distribución y hábitat
Se encuentran distribuidas en las selvas húmedas tropicales de una  altitud media que se encuentran en Suramérica, en Ecuador, Colombia, Perú, y Brasil. 

## Etimología
'Bollea (Bol.) fue nombrada en honor del Dr. Carl Boll un orquidófilo alemán del siglo XIX y horticultor.
 

## Cultivo
Son plantas fáciles de cultivar, de temperatura intermedia, que gustan de la humedad, media luz y buena ventilación, debiendo de ser regadas con mayor abundancia durante su periodo de crecimiento y disminuir cuando no. 
El substrato debe de tener buen drenaje. 

## Especies
La especie tipo es: Bollea violacea (Lindley) Rchb.f. 1952  (sin. Bollea cardonae Schnee 1953 y Bollea hemixantha Rchb.f. 1888)
- Bollea coelestis Rchb.f. (1876)
- Bollea ecuadorana Dodson (1984)
- Bollea hemixantha Rchb.f. (1888)
- Bollea hirtzii Waldvogel (1982)
- Bollea lawrenciana (Rchb.f) Rchb. f. (1878)
- Bollea violacea (Lindl.) Rchb. f. (1852)
- Bollea whitei (Rolfe) Schltr. (1920)